# FlatOut 4: Total Insanity
FlatOut 4: Total Insanity (стилізована під FL4TOUT TOTAL INSANITY) — перегонова відеогра, розроблена компанією Kylotonn та випущена Bigben Interactive і Strategy First для Microsoft Windows, PlayStation 4, Xbox One у 2017 році. Це четверта основна гра та восьма в серії FlatOut. 
Гра отримала здебільшого змішані відгуки від критиків і гравців, які хвалили графіку, види змагань і різноманітний автопарк, але критикували поведінку автомобілів, малий вибір карт і самоповтори FlatOut 2.

## Ігровий процес
FlatOut 4: Total Insanity — це аркадна, перегонова відеогра, з елементами перегонів на виживання, виконана в тривимірній графіці.
Як і попередні частини серії, гра зосереджується на перегонах, руйнуваннях і трюках. Автомобілі не є ліцензованими моделями і пошкоджуються при зіткненнях. Є кілька режимів: перегони, дербі і трюки з тілом водія, який вилітає. За перемоги в перегонових змаганнях, дербі і трюках відкриваються нові, швидші машини. В аркаді є як поодинокий режим, так і багатокористувацький варіант гри через мережу до восьми гравців.

## Розробка та випуск
Про розробку нової частини серії FlatOut стало відомо 8 липня 2015 року, коли в мережі було опубліковано інформацію про те, що гра розробляється студією Kylotonn для консолей PlayStation 4 і Xbox One і для персональних комп'ютерів з операійною системою Microsoft Windows. Команда вже мала досвід зі створення автосимуляторів, випустивши WRC 5 і WRC 6. За їхніми словами, гра розроблялася у співпраці з ігровою спільнотою, яка ділилася своїми думками про те, якою вона бачить нову частину FlatOut. Офіційний анонс гри відбувся на виставці Gamescom у Німеччині, що проходила з 5 по 9 серпня 2015 року. 19 серпня стала відома повна назва - FlatOut 4: Total Insanity. Цього ж дня в Інтернеті з'явилося сім скриншотів із нової частини. Крім Kylotonn у розробці гри також хотіла взяти участь студія Tiny Rebel Games, займаючись просуванням і наданням різних послуг протягом циклу розробки, але згодом відмовилася від цього.
У 2017 році в мережі були опубліковані нові трейлери, відеоролики та інша інформація про гру. Версія для консолей вийшла 17 березня 2017 року в Європі і була видана компанією Bigben Interactive, а 4 квітня вийшла в Північній Америці разом із версією для ПК у Steam, яка була видана Strategy First. 7 серпня для консольних версій FlatOut 4: Total Insanity вийшло платне доповнення (DLC) під назвою Docks and Roll, що містить у собі дві нові траси, одну арену, два автомобілі та сім розмальовок для них, а також два нових варіантів гри в режимі трюків.

## Критика
| Агрегатор    | Оцінка                                 |
| ------------ | -------------------------------------- |
| GameRankings | 67 % (XONE) 63 % (ПК) 62,64 % (PS4)    |
| Metacritic   | 66/100 (XONE) 62/100 (PS4) 52/100 (ПК) |

| Видання                      | Оцінка            |
| ---------------------------- | ----------------- |
| GameSpot                     | 5/10 (PS4)        |
| IGN                          | 6,6/10 (PS4/XONE) |
| Official Xbox Magazine (США) | 6/10 (XONE)       |

Гра отримала здебільшого змішані відгуки від преси, проте оцінки були набагато вищими, ніж у попередніх ігор від Team6 Game Studios. На сайті Metacritic середня оцінка становить 66/100 у версії для Xbox One, 62/100 для PlayStation 4 і 52/100 для ПК. Схожа статистика опублікована на GameRankings: 67 % для Xbox One, 63 % для ПК і 61,31 % для PlayStation 4. Серед недоліків критики відзначають неопрацьовану фізику машин і низьку адиктивність ігрового процесу.